# Saint-Martin-de-Fontenay
Saint-Martin-de-Fontenay är en kommun i departementet Calvados i regionen Normandie i norra Frankrike. Kommunen ligger i kantonen Bourguébus som ligger i arrondissementet Caen. År 2022 hade Saint-Martin-de-Fontenay 2 511 invånare.

## Befolkningsutveckling
Antalet invånare i kommunen Saint-Martin-de-Fontenay
Referens:INSEE